# Halina Rac
Halina Rac, z d. Moroz (ur. 19 czerwca 1952 we Włosieniu) – polska piłkarka ręczna, obrotowa, mistrzyni i reprezentantka Polski.

## Życiorys
Jest wychowanką AZS Wrocław, w którego barwach występowała w latach 1969-1981. W 1971 została mistrzynią Polski juniorek, w mistrzostwach Polski seniorek wywalczyła dwa złote medale (1976, 1979), cztery medale srebrne (1973 1974, 1975, 1980) i cztery brązowe (1972, 1977, 1978, 1981), dwukrotnie sięgała po Puchar Polski (1978, 1980). Jej karierę przerwała kontuzja zerwania więzadeł stawu kolanowego lewej nogi we wrześniu 1981.
W reprezentacji Polski seniorek debiutowała w 1971. Wystąpiła na mistrzostwach świata grupy "A" w 1973 (5. miejsce), 1975 (7. miejsce) i 1978 (6. miejsce). Łącznie w I reprezentacji wystąpiła w latach 1971-1978 w 79 spotkaniach oficjalnych, zdobywając 69 bramek.
W 1977 ukończyła studia w Akademii Wychowania Fizycznego we Wrocławiu.